# Edward Sassoon
Edward Albert Sassoon, 2e baronnet (20 juin 1856 - 24 mai 1912) est un homme d'affaires et homme politique britannique.

## Biographie
Membre de la famille Sassoon, il est né le 20 juin 1856 à Bombay, en Inde. Il est le fils de Hannah Moise et d'Albert Sassoon (1818–1896). Il est diplômé de l'Université de Londres. Il sert comme major dans le Middlesex Yeomanry (duc de Cambridge's Hussars).
Il est élu député du Parti unioniste libéral de Hythe en mars 1899. Actif dans les affaires de la communauté juive, il est vice-président du Jewish College de Londres et de l'Association anglo-juive.
Il hérite du titre de baronnet en 1896 à la mort de son père.
Le 13 juillet 1910, Sassoon propose un projet de loi à la Chambre des communes qui rendrait obligatoire l'installation de la télégraphie sans fil sur les navires à passagers. L'opposition au projet de loi est menée par Thomas Gibson Bowles, qui fait valoir que les dépenses engagées pour les compagnies de navigation les rendraient moins compétitives et le projet de loi échoue. Il faudra le naufrage du Titanic deux ans plus tard et la Convention internationale de 1914 pour la sauvegarde de la vie humaine en mer pour faire de la proposition de Sassoon une réalité.

## Vie privée
En 1887, il épouse Aline Caroline de Rothschild (1867-1909), fille de Gustave de Rothschild et de Cécile Anspach de Paris. Ils ont deux enfants:
- Philip Sassoon (1888–1939).
- Sybil Sassoon, marquise de Cholmondeley (1894–1989), épouse de George Cholmondeley (5e marquis de Cholmondeley).

Il meurt en 1912 à l'âge de cinquante-cinq ans. Son corps est placé dans un mausolée de style indien, derrière sa maison à Eastern Terrace, Brighton. Le mausolée Sassoon a été construit en 1876 par son père comme caveau familial. Cependant, il n'y a plus de sépultures après 1933, quand il est vidé et vendu, devenant d'abord un magasin de meubles, puis un décorateur, ensuite un restaurant et enfin la salle de bal de la maison publique Hanbury Arms. En 2006, le bâtiment est de nouveau vendu pour être converti en club privé.
Son arrière-arrière-petit-fils est l'acteur Jack Huston.